# Neogrotella mcdunnoughi
Neogrotella mcdunnoughi är en fjärilsart som beskrevs av Barnes och Benjamin 1922. Neogrotella mcdunnoughi ingår i släktet Neogrotella och familjen nattflyn. Inga underarter finns listade i Catalogue of Life.